# Metridia gurjanovae
Metridia gurjanovae is een eenoogkreeftjessoort uit de familie van de Metridinidae. De wetenschappelijke naam van de soort is voor het eerst geldig gepubliceerd in 1949 door Epstein.